# Program Artemis

Logo programu Artemis

Program Artemis – amerykański program lotów kosmicznych realizowany przez NASA, prywatne spółki kosmiczne i partnerów międzynarodowych takich jak ESA. Celem programu jest ponowne wysłanie ludzi na Księżyc, w tym pierwszej kobiety.

## Nazwa
14 maja 2019 r. administrator NASA Jim Bridenstine ogłosił, że kolejny załogowy program lotu na Księżyc będzie nosić nazwę „Artemis” (pol. Artemida). Stanowi to nawiązanie do programu Apollo, ponieważ według mitów Artemida była siostrą bliźniaczką Apolla.

## Historia
Obecny program Artemis zawiera kilka głównych elementów innych anulowanych projektów NASA, takich jak program Constellation i Asteroid Redirect Mission. Początkowo zgodnie z ustawą o autoryzacji NASA z 2005 r., Constellation obejmował rozwój Ares I, Ares V i Orion Crew Exploration Vehicle. Program trwał od początku 2000 roku do 2010 roku.
W 2008 r. nowo wybrany prezydent Barack Obama ustanowił specjalny komitet w celu ustalenia, jak wykonalne będzie lądowanie na Księżycu do 2020 r. przy obecnym budżecie. Komisja stwierdziła, że projekt był masowo niedofinansowany i że lądowanie na Księżycu w 2020 r. było niemożliwe. Program Constellation został następnie wstrzymany.
15 kwietnia 2010 r. prezydent Obama przemawiając w Centrum Kosmicznym Kennedy’ego, ogłosił plany administracji dotyczące NASA, anulowanie elementów Constellation niebędących elementami Oriona, ogłaszając, że plan stał się niewykonalny. Zamiast tego obiecał 6 miliardów dolarów dodatkowych środków i wezwał do opracowania nowego programu rakiet dla ciężkich ładunków, który będzie gotowy do budowy do 2015 roku, z załogowymi misjami na orbitę marsjańską do połowy lat 30. XXI wieku.
30 czerwca 2017 r. prezydent Donald Trump podpisał rozporządzenie wykonawcze w sprawie ponownego ustanowienia Krajowej Rady Kosmicznej, której przewodniczy wiceprezydent Mike Pence. W budżecie postanowiono zachować środki na programy lotów kosmicznych jeszcze z poprzedniej administracji; są to: Commercial Crew Development, Space Launch System, i załogowy statek Orion przystosowany do lotów w głęboką przestrzeń kosmiczną, przy jednoczesnym ograniczeniu badań naukowych na Ziemi i wezwaniu do eliminacji biura edukacyjnego NASA.
11 grudnia 2017 r. Trump podpisał Dyrektywę w Sprawie Polityki Kosmicznej 1, zmianę krajowej polityki kosmicznej, która przewiduje współpracę USA z partnerami z sektora prywatnego na rzecz powrotu człowieka na Księżyc, a następnie misje na Marsa i dalej. Polityka wzywa administratora NASA do „prowadzenia innowacyjnego i zrównoważonego programu badań z partnerami handlowymi i międzynarodowymi, aby umożliwić ludzką ekspansję w całym układzie słonecznym i przywrócić Ziemi nową wiedzę i możliwości”.
26 marca 2019 r. wiceprezydent Mike Pence ogłosił, że cel lądowania na Księżycu zostanie przyspieszony o 4 lata, a planowane lądowanie odbędzie się w 2024 r. W styczniu 2024 przełożono lądowanie na wrzesień 2026.

## Cele programu

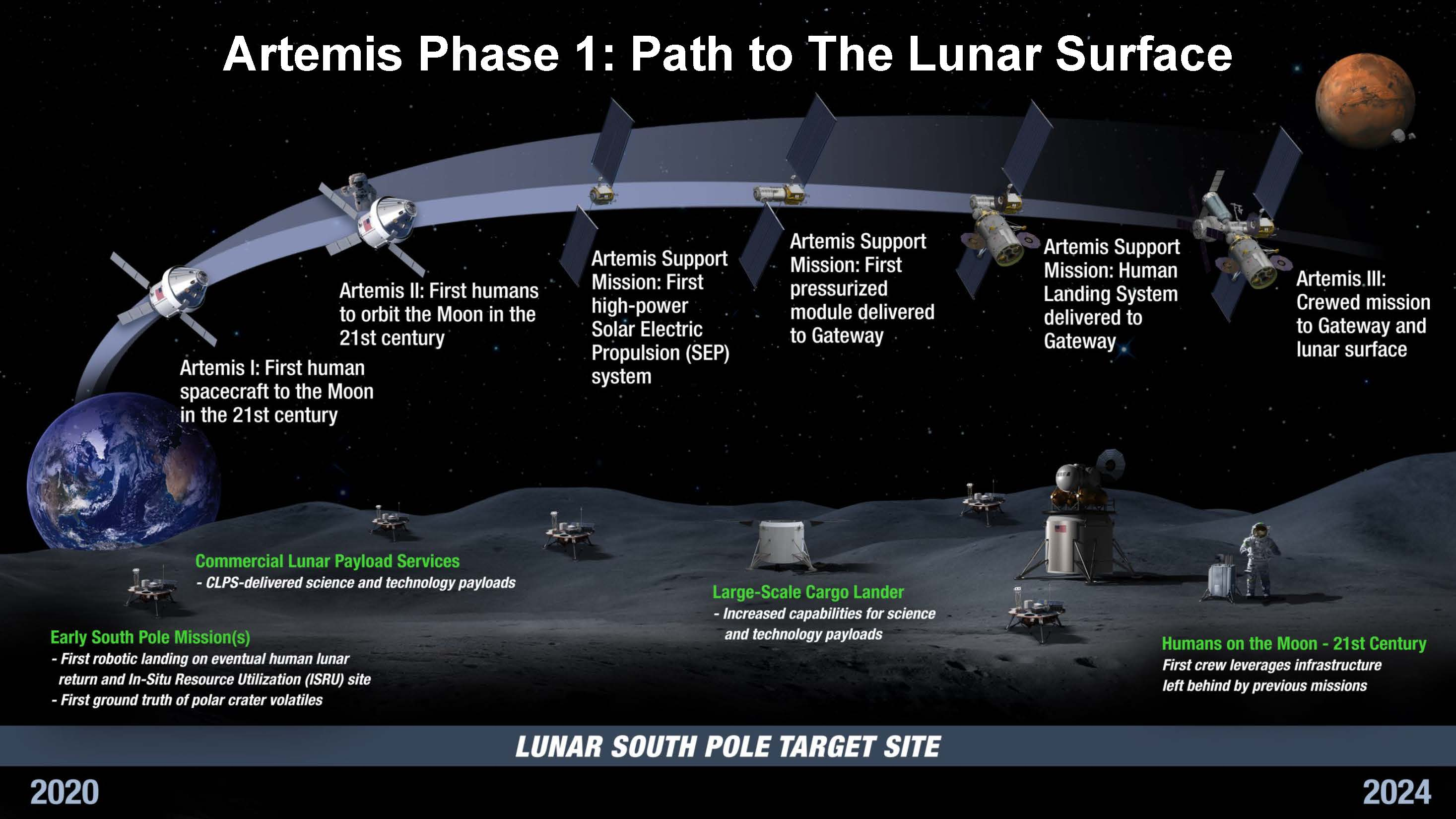
Planowane misje programu Artemis

Obecnie eksploatowane załogowe statki kosmiczne

Główną ideą przyświecającą programowi Artemis jest ponowna obecność ludzi i założenie bazy na Księżycu. W przeciwieństwie do programu Apollo, gdzie w skład załóg wchodzili głównie wojskowi, ma być to teraz załoga złożona w głównej mierze z naukowców. W skład załogi będzie wchodziła też co najmniej jedna kobieta. Załoga założy na Księżycu pierwszą bazę, w której będą sprawdzane technologie użyte w późniejszej misji na Marsa (planowanej na lata trzydzieste XXI wieku, po rozbudowie stacji Gateway).
Będzie to pierwsze lądowanie ludzi na Księżycu od ponad 50. lat, od misji Apollo 17 z 11 grudnia 1972 r.
Dzięki Lunar Reconnaissance Orbiter oraz innym sondom kosmicznym, znaleziono dowody na obecność wody na Księżycu. Ciekła woda nie jest stabilna na powierzchni Księżyca, ale istnieją dowody na to, że cząsteczki wody odbijają się od powierzchni i atmosfery. Ponadto na biegunach występuje lód wodny, a bardzo małe ilości wody uwięzione są w strukturze niektórych skał i minerałów.
Niezależnie od formy, woda jest niezwykle potrzebna. Astronauci z Artemis będą potrzebować jej do picia, a także składników (tlenu i wodoru), które będą używane do oddychania i do produkcji paliwa rakietowego do głębokich podróży kosmicznych.
Najbardziej obiecujące księżycowe rezerwy wody znajdują się w stale zacienionych kraterach na biegunach, które należą do najzimniejszych miejsc w Układzie Słonecznym, a zatem dobrze zachowują wodę. To, oprócz obfitego światła słonecznego, sprawia, że Księżycowy Biegun Południowy jest miejscem docelowym dla załogi Artemis.
Wyzwanie polega na tym, że w większości urządzenia do teledetekcji mogą wykrywać wodę lub jej składniki chemiczne w stosunkowo płytkiej warstwie powierzchni. Rodzi to pytanie, czy jest to cała dostępna woda, czy też jest tylko czubkiem góry lodowej. Astronauci z Artemidy będą musieli kopać pod powierzchnią, aby to sprawdzić.

## Misje główne
| Misja        | Start                            | Załoga                                                 | Rakieta            | Czas trwania | Uwagi                                                        |
| ------------ | -------------------------------- | ------------------------------------------------------ | ------------------ | ------------ | ------------------------------------------------------------ |
| Artemis I    | 16 listopada 2022 Kennedy LC-39B | bezzałogowy                                            | SLS Block 1        | 26 dni       | bezzałogowy lot statku Orion wokół Księżyca                  |
| Artemis II   | luty 2026 Kennedy LC-39B         | czworo astronautów                                     | SLS Block 1        | ~10 dni      | misja na orbicie wokółksiężycowej (8900 km nad powierzchnią) |
| Artemis III  | połowa 2027                      | czworo astronautów, w tym dwoje lądujących na Księżycu | SLS Block 1        | ~30 dni      | misja zakończy się lądowaniem na Księżycu na około tydzień   |
| Artemis IV   | wrzesień 2028 Kennedy LC-39B     |                                                        | SLS Block 1B Crew  | ~30 dni      | proponowane                                                  |
| Artemis V    | marzec 2030 Kennedy LC-39B       |                                                        | SLS Block 1B Crew  | ~30 dni      | proponowane                                                  |
| Artemis VI   | 2031 Kennedy LC-39B              |                                                        | SLS Block 1B Crew  | ~30 dni      | proponowane                                                  |
| Artemis VII  | 2032 Kennedy LC-39B              |                                                        | SLS Block 1B Crew  | >60 dni      | proponowane                                                  |
| Artemis VIII | 2033 Kennedy LC-39B              | bezzałogowy                                            | SLS Block 1B Cargo | >60 dni      | proponowane, dostarczenie bazy księżycowej                   |
| Artemis IX   | 2034                             |                                                        |                    | >60 dni      | proponowane                                                  |
| Artemis X    | 2035                             |                                                        |                    | <180 dni     | proponowane                                                  |
| Artemis XI   | 2036                             |                                                        |                    | 365 dni      | proponowane                                                  |

## Misje wspierające
| Misja                 | Start           | Załoga      | Rakieta       | Czas trwania | Uwagi                         |
| --------------------- | --------------- | ----------- | ------------- | ------------ | ----------------------------- |
| Peregrine Mission One | 8 stycznia 2024 | bezzałogowy | Vucan Centaur | 10 dni       | lot zakończony niepowodzeniem |
| IM-1                  | 15 lutego 2024  | bezzałogowy | Falcon 9      | 14 dni       | częściowy sukces              |
| Blue Ghost M1         | 2025            | bezzałogowy | Falcon 9      | 2 tygodnie   | planowany                     |
| Griffin Mission One   | 2025            | bezzałogowy | Falcon Heavy  | 100 dni      | planowany                     |
| IM-2                  | 2024            | bezzałogowy | Falcon 9      |              | planowany                     |
| IM-3                  | 2025            | bezzałogowy | Falcon 9      | 9-10 dni     | planowany                     |

## Lądownik
Do lądowania na Srebrnym Globie będzie potrzebny zaprojektowany na nowo lądownik. Plany NASA zakładały, że lądownik będzie składał się z trzech modułów:
- Moduł transferowy – ma on przenieść lądownik ze stacji Gateway na orbitę Księżyca,
- Moduł zniżania – przeznaczony do przetransportowania ludzi na powierzchnię Księżyca,
- Moduł powrotny – przeznaczony do przetransportowania lądownika wraz z załogą na stację Gateway po wykonaniu misji[10].

30 kwietnia 2020 roku NASA ogłosiła wybór trzech firm do zaprojektowania i zbudowania lądowników. Pod kierownictwem firmy Blue Origin (konsorcjum obejmuje też firmy Lockheed Martin, Northrop Grumman i Draper) miał powstać trójmodułowy Integrated Lander Vehicle. Firma Dynetics miała zbudować zintegrowany lądownik Dynetics Human Landing System. Ostatnim wybranym rozwiązaniem była wersja księżycowa statku Starship firmy SpaceX. Blue Origin dostało 579 mln dolarów dofinansowania, Dynetics – 253 mln, a firma Elona Muska – 135 mln. W piątek 16 kwietnia 2021 roku NASA ogłosiła, że lądownikiem, który dostarczy pierwszych od czasu programu Apollo astronautów na Księżyc, będzie pojazd Starship. Astronauci po kilkudniowym locie będą dokowali statkiem Orion do stacji kosmicznej Gateway, by przesiąść się do lądownika i nim wylądować na powierzchni Księżyca.

## Astronauci
9 grudnia 2020 roku NASA podała listę 18 astronautów, wytypowanych do udziału w programie:
- Joseph Acaba
- Kayla Barron
- Raja Chari
- Matthew Dominick
- Victor Glover
- Woody Hoburg
- Jonny Kim
- Christina Koch
- Kjell Lindgren
- Nicole Mann
- Anne McClain
- Jessica Meir
- Jasmin Moghbeli
- Kathleen Rubins
- Frank Rubio
- Scott Tingle
- Jessica Watkins
- Stephanie Wilson